# راجر بک‌هاوس
راجر بک‌هاوس (انگلیسی: Roger Backhouse; ۲۴ نوامبر ۱۸۷۸ – ۱۵ ژوئیهٔ ۱۹۳۹) فرد نظامی اهل بریتانیا بود. وی همچنین برندهٔ جوایزی همچون نشان حمام و نشان سلطنتی ویکتوریایی شده‌است.
او افسر نیروی دریایی سلطنتی بود. او در جنگ جهانی اول به عنوان فرمانده یک رزم‌ناو خدمت کرد و پس از جنگ به عنوان فرمانده اسکادران جنگی و بعدها فرمانده کل ناوگان داخلی منصوب شد. او که در نوامبر ۱۹۳۸ به عنوان فرمانده اول دریا منصوب شد، سهم عمده‌اش در این نقش، کنار گذاشتن سیاست رسمی بریتانیا مبنی بر اعزام یک ناوگان بزرگ به سنگاپور برای جلوگیری از تجاوز ژاپن (استراتژی سنگاپور) بود، زیرا متوجه شد که تهدید فوری (از آلمان و ایتالیا) به خانه نزدیک‌تر است و چنین سیاستی دیگر قابل اجرا نیست. او در ژوئیه ۱۹۳۹ درست قبل از شروع جنگ جهانی دوم بر اثر تومور مغزی درگذشت.